# Convention baptiste du Panama
La Convention baptiste du Panama (espagnol : Convención Bautista de Panamá) est une association chrétienne évangélique d'églises baptistes au Panama.  Elle est affiliée à l’Alliance baptiste mondiale. Son siège est situé à Burunga, près de Panama (ville). 

## Historique
La Convention baptiste du Panama a ses origines dans une mission américaine du Conseil de mission internationale en 1905 .  Elle est officiellement fondée en 1959 .  Selon un recensement de l’association, en 2023 elle disait avoir 117 églises et 4,800 membres.

## Écoles
En 1955, elle a fondé le Séminaire théologique baptiste du Panama .